# 茨米夫卡河 (斯米爾卡河支流)
茨米夫卡河（烏克蘭語：Цмівка），是烏克蘭的河流，位於該國西部赫梅利尼茨基州，屬於斯米爾卡河的左支流，發源自馬利奧萬卡東北面，流經舍佩蒂夫卡區，河道全長13公里。